# Halmaheraboeboekuil
De halmaheraboeboekuil (Ninox hypogramma) is een vogel uit de familie Strigidae (Echte uilen).

## Verspreiding en leefgebied
Deze soort is komt voor op de eilanden Halmahera, Ternate en Batjan in de noordelijke Molukken.

## Status
De grootte van de populatie is niet gekwantificeerd maar de soort wordt omschreven als plaatselijk tamelijk algemeen. Op de Rode lijst van de IUCN heeft deze soort de status niet bedreigd.